# Binalud
Der Binālūd (persisch: بینالود) ist ein Berg und die höchste Erhebung der Provinz Razavi-Chorasan in Iran. Er liegt etwa 26 km nördlich von Nischapur und westlich von Maschhad in den östlichen Ausläufern des Elburs-Gebirges. Er trägt den Beinamen „Dach von Chorasan“.